# Joaquim Mapangane
Joaquim Mapangane (Beira, 12 de diciembre de 1998) es un futbolista mozambiqueño que juega en la demarcación de centrocampista para el CD Costa do Sol del Campeonato mozambiqueño de fútbol.

## Selección nacional
Hizo su debut con la selección de fútbol de Mozambique en un partido de la Copa COSAFA 2017 contra Seychelles que finalizó con un resultado de 1-2 tras el gol de Roddy Melanie para Seychelles, y de Stélio Teca y João Simango para Mozambique.

## Clubes
| Club                        | País       | Año       | Partidos | Goles |
| --------------------------- | ---------- | --------- | -------- | ----- |
| AD Macuácua                 | Mozambique | 2016-2017 |          |       |
| CD Maxaquene                | Mozambique | 2017      | 2        | 0     |
| LD Maputo                   | Mozambique | 2018-2020 | 38       | 0     |
| Clube Ferroviário de Maputo | Mozambique | 2021-2023 | 27       | 0     |
| Baía de Pemba FC            | Mozambique | 2024-2025 | 18       | 0     |
| CD Costa do Sol             | Mozambique | 2025-     |          |       |